# Guaiacum coulteri
Guaiacum coulteri là một loài thực vật có hoa thuộc họ bá vương, Zygophyllaceae, là loài bản địa của phía tây México và Guatemala.

## Hình ảnh

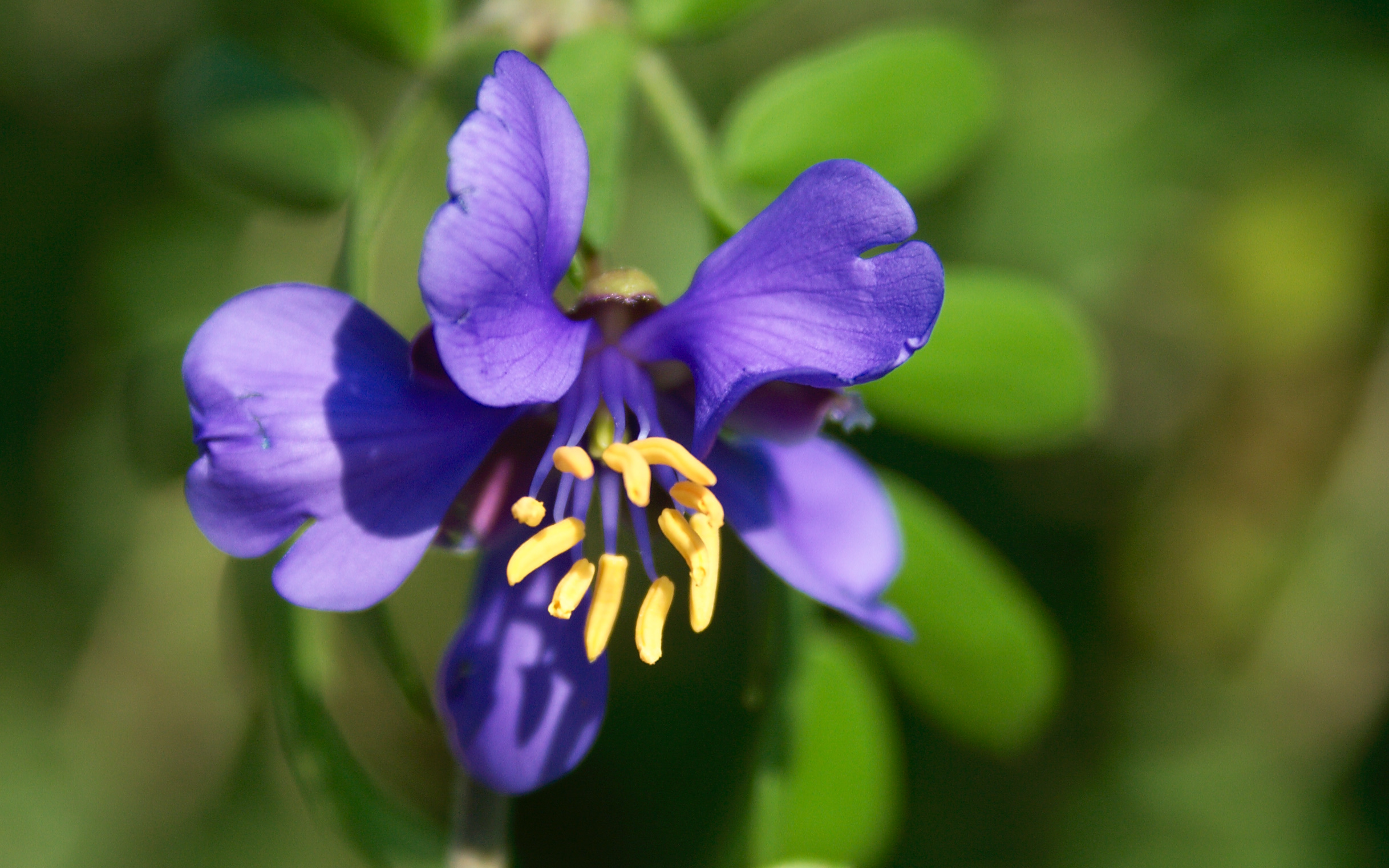